# Tomacco
Le tomacco est un légume hybride imaginaire de l'univers de Les Simpson, à base de 50 % de tomates et 50 % de tabac. 

## Fiction
Apparu dans l'épisode Une récolte d'enfer de la onzième saison de la série américaine diffusé en novembre 1999, la culture de ce légume nécessite de l'engrais à base de plutonium. Provoquant une très forte dépendance, les compagnies de tabac font tout pour se l'accaparer. 

## Réalité
Bien que la technique de fabrication et le fruit lui-même soient totalement imaginaires, Rob Baur, un fan des Simpson, réussit à produire du tomacco en 2003, à partir de greffe de racines de tabac sur des plants de tomates. Le plant a porté ses fruits, bien que Baur ait dit qu'il pense qu'ils sont toxiques car ils contiennent probablement une quantité mortelle de nicotine,. 